# Belgrandiella pelerei
Belgrandiella pelerei es una especie de molusco gasterópodo de la familia Hydrobiidae en el orden de los Mesogastropoda.

## Distribución geográfica
Es endémica de Austria.